# 専門チャンネル 専テレgo!go!
『専門チャンネル 専テレgo!go!』（せんもんちゃんねる せんてれごーごー）は、日本テレビで毎週土曜17:00〜17:30（JST）に放送していたバラエティ番組。2008年10月4日開始。同年11月29日に1stシーズンが終了した（2ndシーズン開始未定）。

## 内容
- 毎回あるジャンルの人だけを集めて行う同業者座談会を開催する。

## 出演
MC
- ケンドーコバヤシ
- 森麻季（日テレアナウンサー）

レギュラーコメンテーター
- ふかわりょう

準レギュラーコメンテーター
- 安田美沙子

## ジャンルテーマ
- 2008/10/4「新宿二丁目チャンネル」
- 2008/10/11「漁師チャンネル」
- 2008/10/18「新幹線チャンネル」
- 2008/10/25「ぽちゃぽチャンネル」
- 2008/11/1「銀座の女チャンネル」
- 2008/11/8「芸能マネージャーチャンネル」
- 2008/11/15「インスタントラーメンチャンネル」
- 2008/11/22「猫チャンネル」
- 2008/11/29「SPチャンネル」

## スタッフ
- 総合演出：野澤尚弘
- プロデューサー：大澤弘子
- チーフプロデューサー：鈴江秀樹
- 制作協力：IVSテレビ制作
- 製作著作：日本テレビ

## 放送局
| 放送対象地域 | 放送局               | 系列           | 放送日時           | 放送の遅れ |
| ------------ | -------------------- | -------------- | ------------------ | ---------- |
| 関東広域圏   | 日本テレビ (NTV)     | 日本テレビ系列 | 土曜 17:00 - 17:30 | 制作局     |
| 新潟県       | テレビ新潟 (TeNY)    | 日本テレビ系列 | 土曜 17:00 - 17:30 | 同時ネット |
| 静岡県       | 静岡第一テレビ (SDT) | 日本テレビ系列 | 土曜 17:00 - 17:30 | 同時ネット |
| 長野県       | テレビ信州 (TSB)     | 日本テレビ系列 | 日曜 16:25 - 16:55 | 8日遅れ    |
| 山口県       | 山口放送 (KRY)       | 日本テレビ系列 | 水曜 24:29 - 24:59 | 11日遅れ   |
| 愛媛県       | 南海放送 (RNB)       | 日本テレビ系列 | 水曜 16:21 - 16:50 | 18日遅れ   |